# Metro de Turín
El Metro de Turín es un sistema de transporte público que conecta a la ciudad de Turín, Italia con la ciudad de Collegno. La tecnología utilizada es la del VAL 208 de Siemens.

## Fases de la apertura
La primera fase del sistema conocido como Línea 1, tiene 21 estaciones y empieza desde la estación "Fermi" en Collegno hasta la estación "Porta Nuova FS" justo bajo el ferrocarril de Porta Nuova en el centro de Turín. La línea fue abierta el 4 de febrero de 2006 (el ramo operativo era el comprendido entre la estación de XVIII Dicembre y Fermi-Collegno) días antes de los Juegos Olímpicos de Turín 2006 y sucesivamente se abrió el trayecto entre XVIII Dicembre y Porta Nuova, con la estación de Porta Susa cerrada por obras.
El 6 de marzo de 2011, justo 11 días antes de las celebraciones del 150 aniversario de la Unidad de Italia se han abierto las seis nuevas estaciones que de Porta Nuova llevan al Lingotto.
El 9 de septiembre se ha abierto también Porta Susa.
El 23 de abril de 2021, se han abierto las dos nuevas estaciones que de Lingotto llevan al Bengasi.

## Tickets
El billete es el mismo que se usa en la red urbana de superficie de GTT (Gruppo Torinese Trasporti, o sea: Grupo Turinés Transportes). Hasta el año 2017 costaba 1.5 euros y una vez sellado valía 90 minutos en toda la red urbana de autobuses y tranvìas ofreciendo una entrada al metro, siempre en los 90 minutos de validez. Desde el año 2018 cuesta 1.7 euros y una vez sellado vale 100 minutos en toda la red urbana e suburbana de autobuses y tranvìas ofreciendo una entrada al metro, siempre en los 100 minutos de validez.

## Ampliación
El 6 de marzo de 2011 se abrió el trayecto entre la estación de Porta Nuova y la galería comercial de Lingotto - 8Gallery. El nuevo trayecto incluye 6 nuevas estaciones: Marconi, Nizza, Dante, Carducci/Molinette (en proximidad del hospital Molinette), Spezia y Lingotto. El nuevo trayecto se abrió con más de una semana de adelanto respecto al 150 aniversario de la Unidad de Italia. El coste del billete se ha quedado invariado, pero los tiempos se han abreviado. Ahora desde la estación de Porta Nuova para llegar a Lingotto se tardan 10 minutos, mientras antes había que coger un autobús que llegaba a tardar hasta 30 minutos.
El sistema será extendido el Oeste, cerca de las Cascine Vica.
El 9 de septiembre de 2011 se abrió la nueva estación de Porta Susa, que permite el transborde rápido entre metro y la nueva estación de ferrocarriles de Porta Susa.
El 23 de abril de 2021 se abrió el trayecto entre la galería comercial de Lingotto - 8Gallery y Piazza Bengasi.
El metro de Turín ya cuenta con 23 estaciones.

## Línea 1

### Estaciones
- Cascine Vica (En construcción - año 2021)
- Leumann (En construcción - año 2021)
- Collegno Centro (En construcción - año 2021)
- Certosa (En construcción - año 2021)
- Fermi (en el ayuntamiento de Collegno. Desde esta estación sale un autobús que lleva hasta la tienda IKEA de Turín)

Aquí empieza Corso Francia y el metro corre debajo de este.
- Paradiso
- Marche
- Massaua
- Pozzo Strada
- Monte Grappa
- Rivoli
- Racconigi
- Bernini
- Principi d'Acaja

Aquí termina Corso Francia y empieza Corso Inghilterra, Corso Bolzano
- XVIII Dicembre
- Porta Susa FS

Aquí empieza Corso Vittorio Emanuele II y el metro corre debajo de este.
- Vinzaglio
- Re Umberto
- Porta Nuova FS

Aquí termina Corso Vittorio Emanuele II y empieza via Nizza
- Marconi
- Nizza
- Dante
- Carducci - Molinette
- Spezia
- Lingotto
- Italia '61
- Bengasi

## Línea 2
El 2 de febrero de 2009 la Region Piamonte aprueba el proyecto - Ultimación años 2020/2022

### Estaciones
- Cimitero Parco
- Fiat Mirafiori
- Cattaneo
- Omero
- Pitagora
- Parco Rignon
- Santa Rita
- Gessi
- Largo Orbassano - Zappata FS - Estación de Intercambio FM
- Caboto
- Politecnico
- Stati Uniti
- Porta Nuova FS - Estación de Intercambio Metro línea 1 (M1)
- C.L.N.
- Castello
- Regina Margherita
- Verona
- Novara
- Regio Parco
- Zanella
- Tabacchi
- Cherubini
- Paisiello
- Giulio Cesare
- Vercelli
- Rebaudengo FS - Estación de Intercambio FM

## Galería fotos

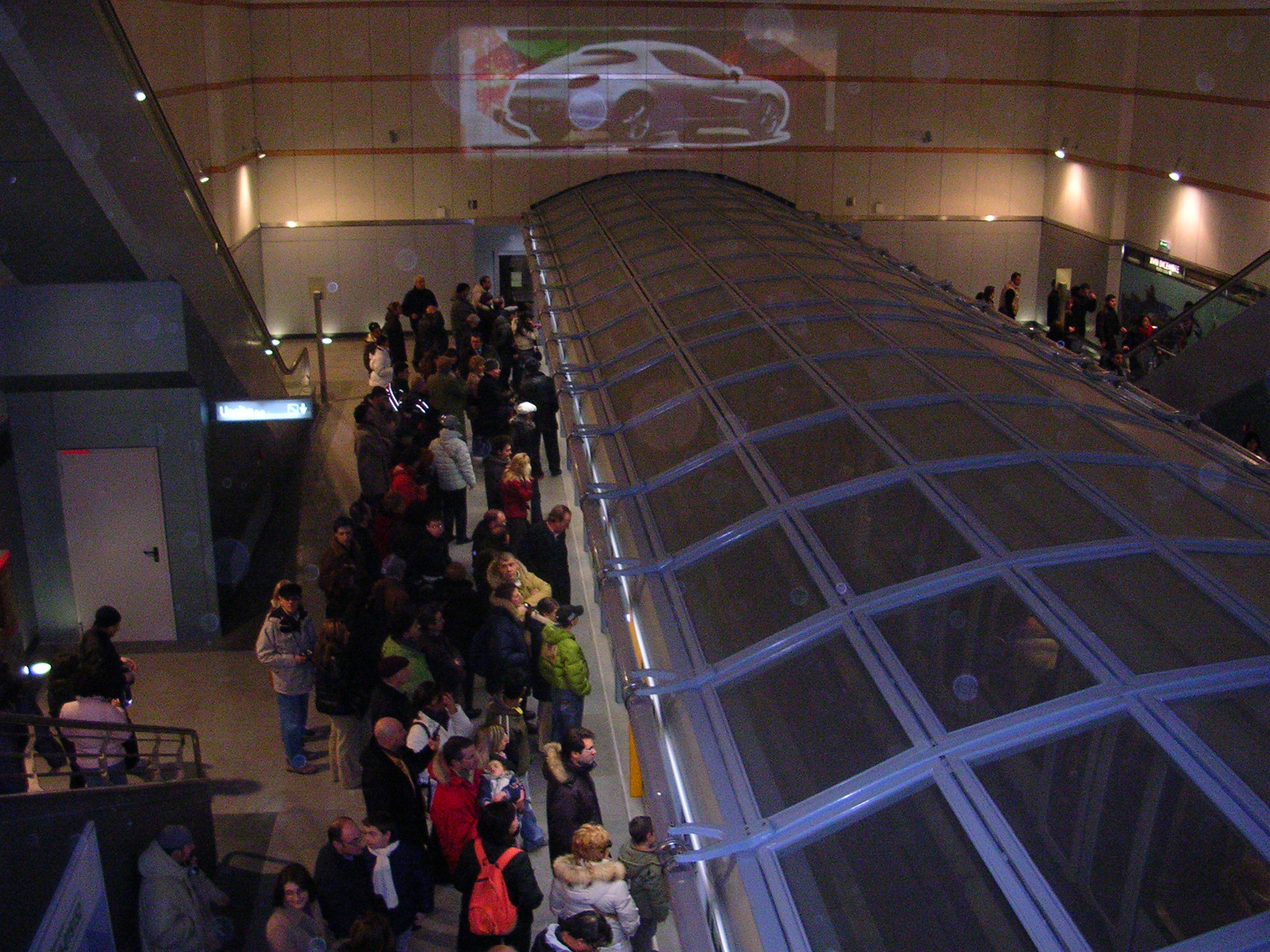
La estación XVIII Dicembre
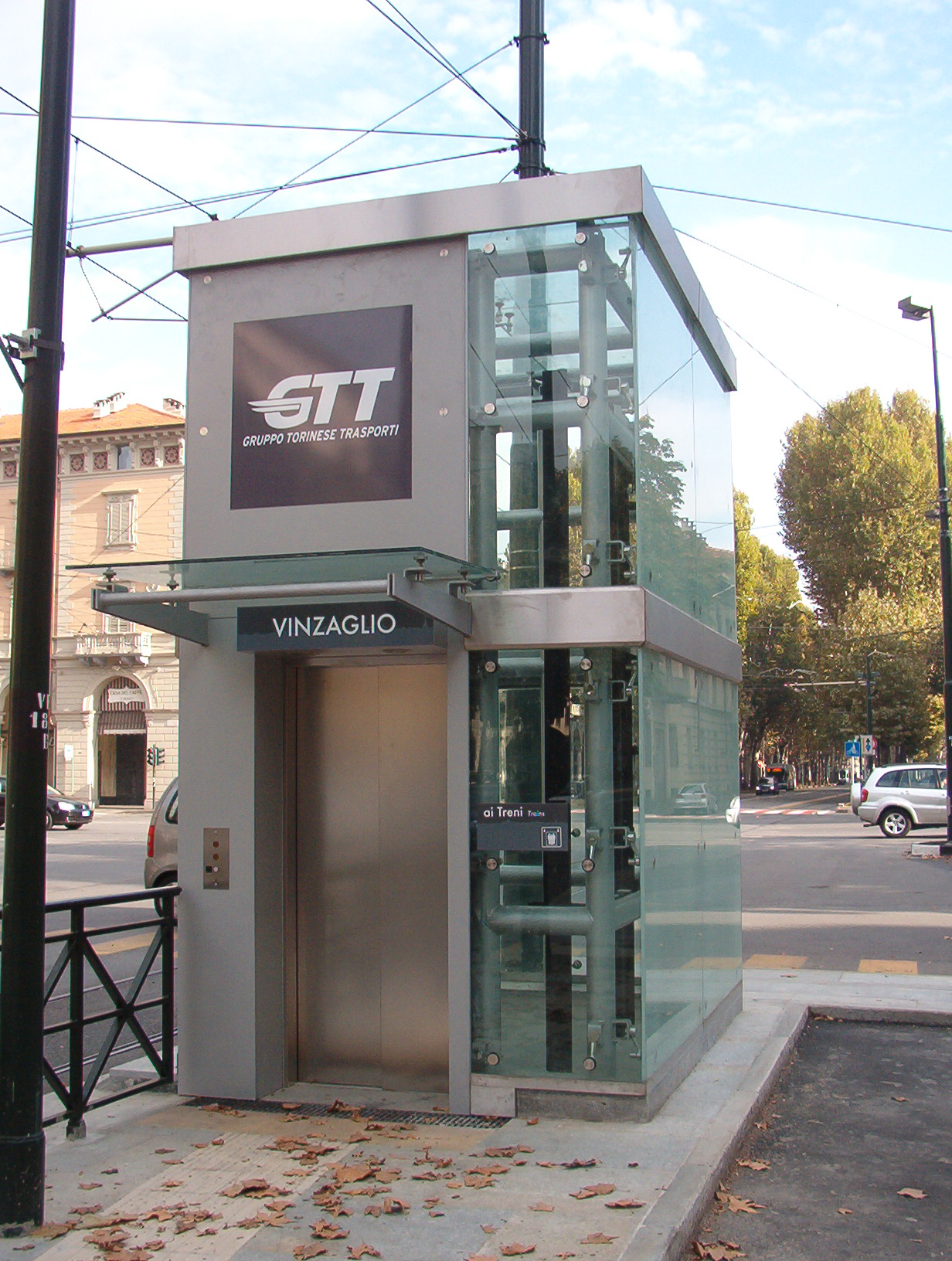
Ascensor de la estación Vinzaglio
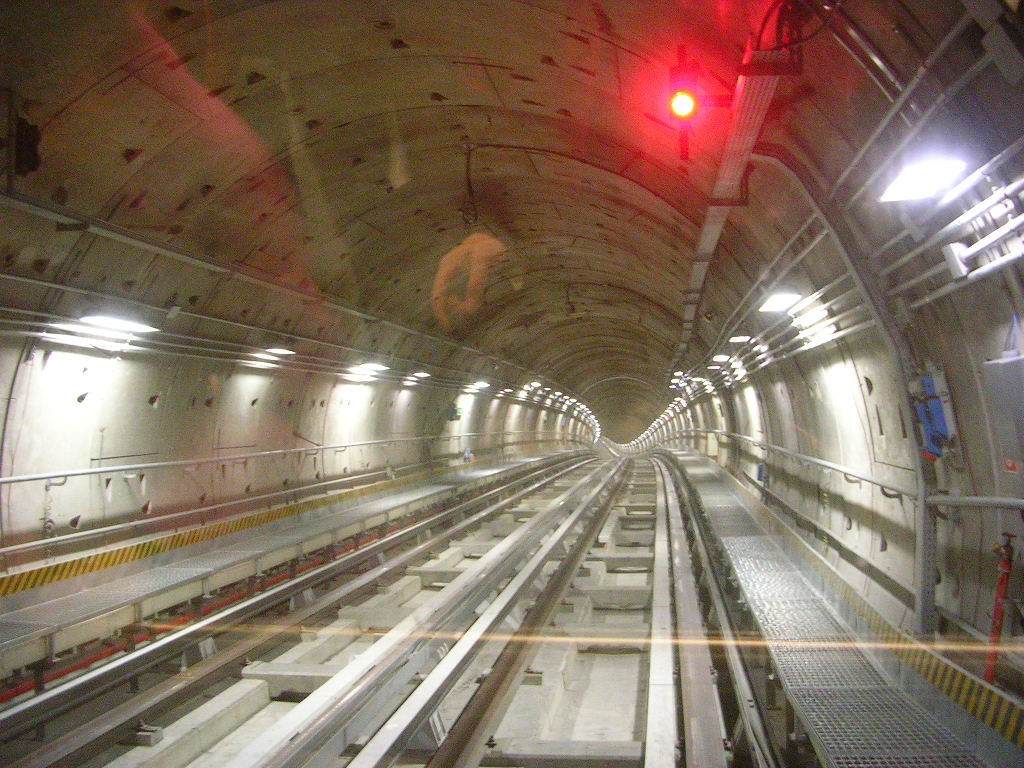
Tùnel
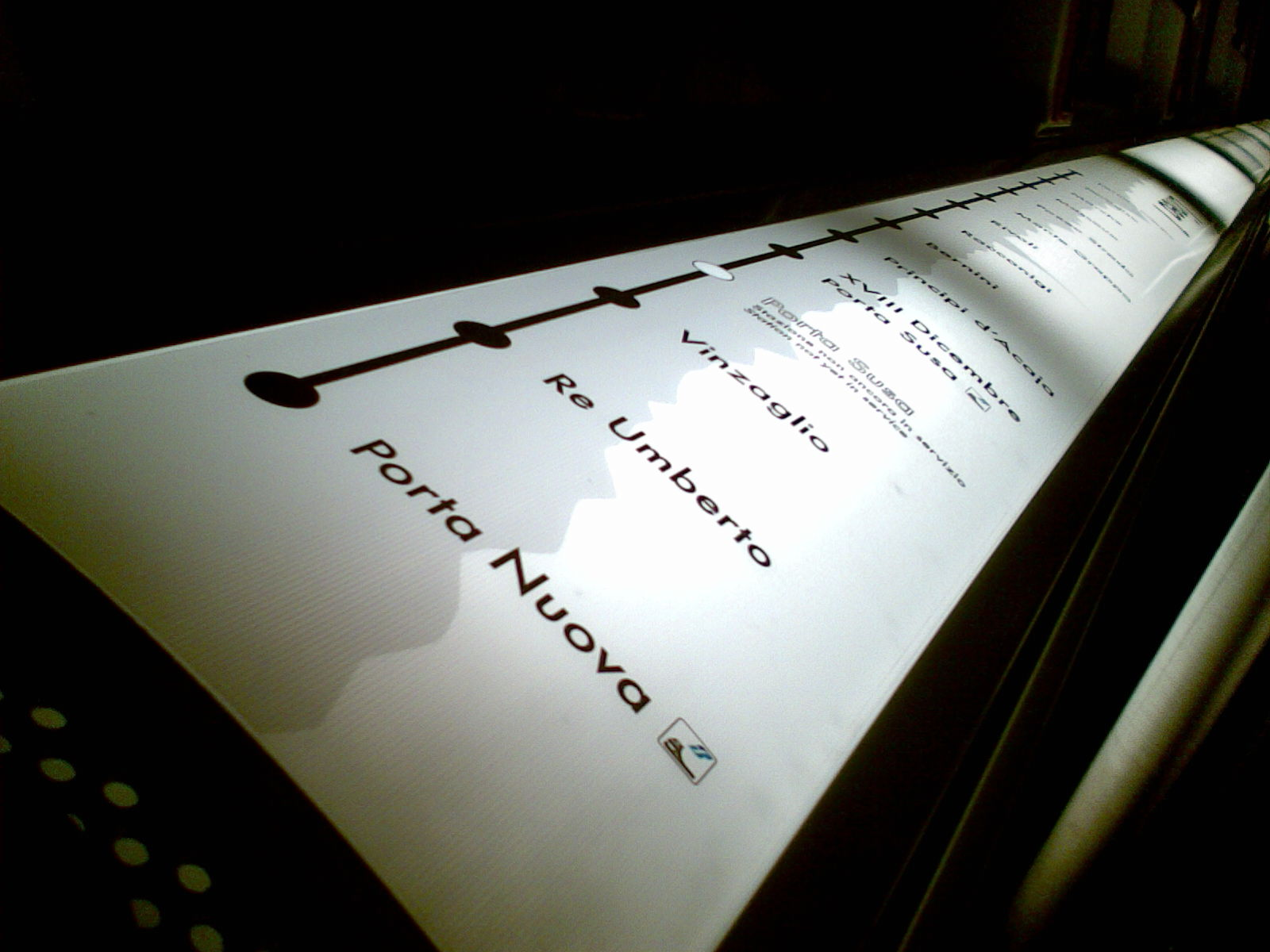
Paradas